# Cimetière militaire britannique de Fins (Sorel)
Le cimetière militaire britannique de Fins (Fins New British Cemetery) est un cimetière militaire de la Première Guerre mondiale situé à sur le territoire de la commune de Sorel, au nord-est du département de la Somme, juste en limite de la commune de Fins.

## Localisation
Ce cimetière est situé à 200 m à l'est de la sortie de Fins, en bordure de la chaussée Brunehaut, en direction d'Épehy.

## Historique

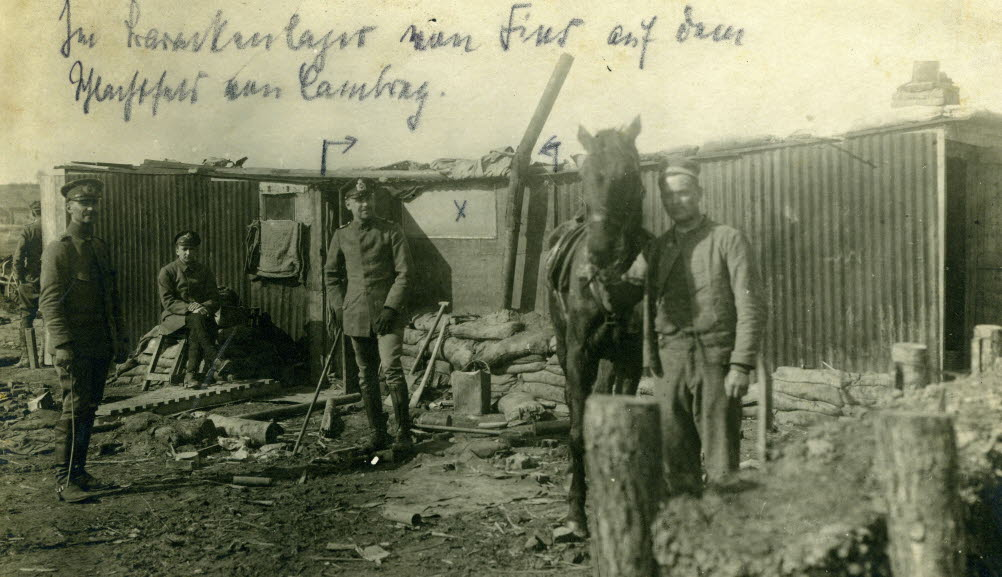
Soldats allemands en poste à Fins en 1918 (Stadarchiv Kiel).

Sorel et Fins furent occupés par les Allemands dès le début de la guerre le 28 août 1914. Situés à l'avant de la ligne Hindenburg, les deux villages furent complètement rasés lors du repli des troupes allemandes en février 1917. Sorel et Fins ont été capturés par les troupes britanniques au début d'avril 1917, perdus en mars 1918 lors de l'Offensive du printemps de l'armée allemande et repris définitivement en septembre 1918 .

## Caractéristique
Ce cimetière a été commencé par les troupes britanniques en avril 1917 et utilisé par intervalles par les troupes allemandes jusqu'en septembre 1918. D'autres sépultures provenant de cimetières des alentours ont été ajoutées par la suite. Ce cimetière comporte les sépultures de 1230 soldats du Commonwealth et de 233 Allemands.

## Galerie

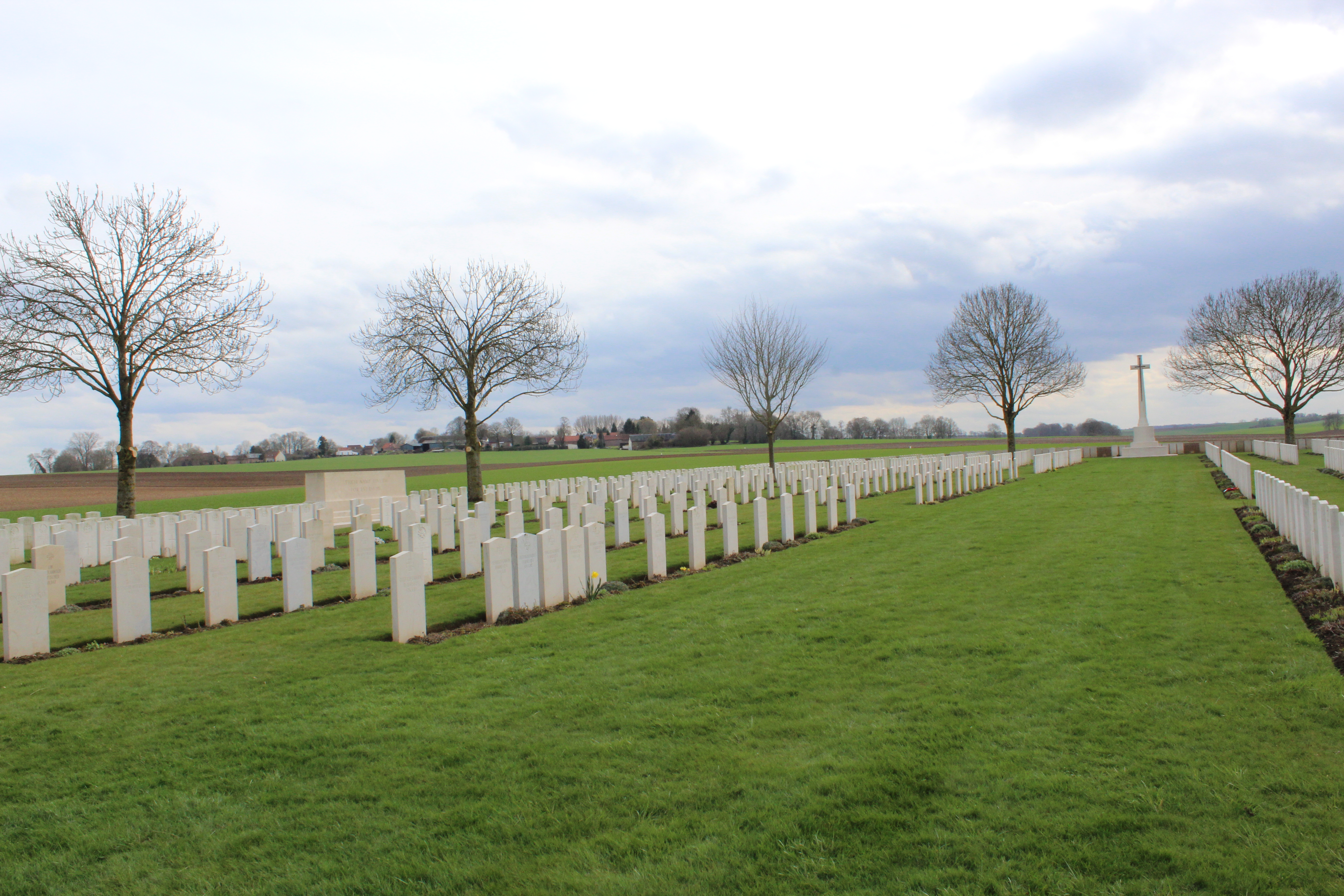
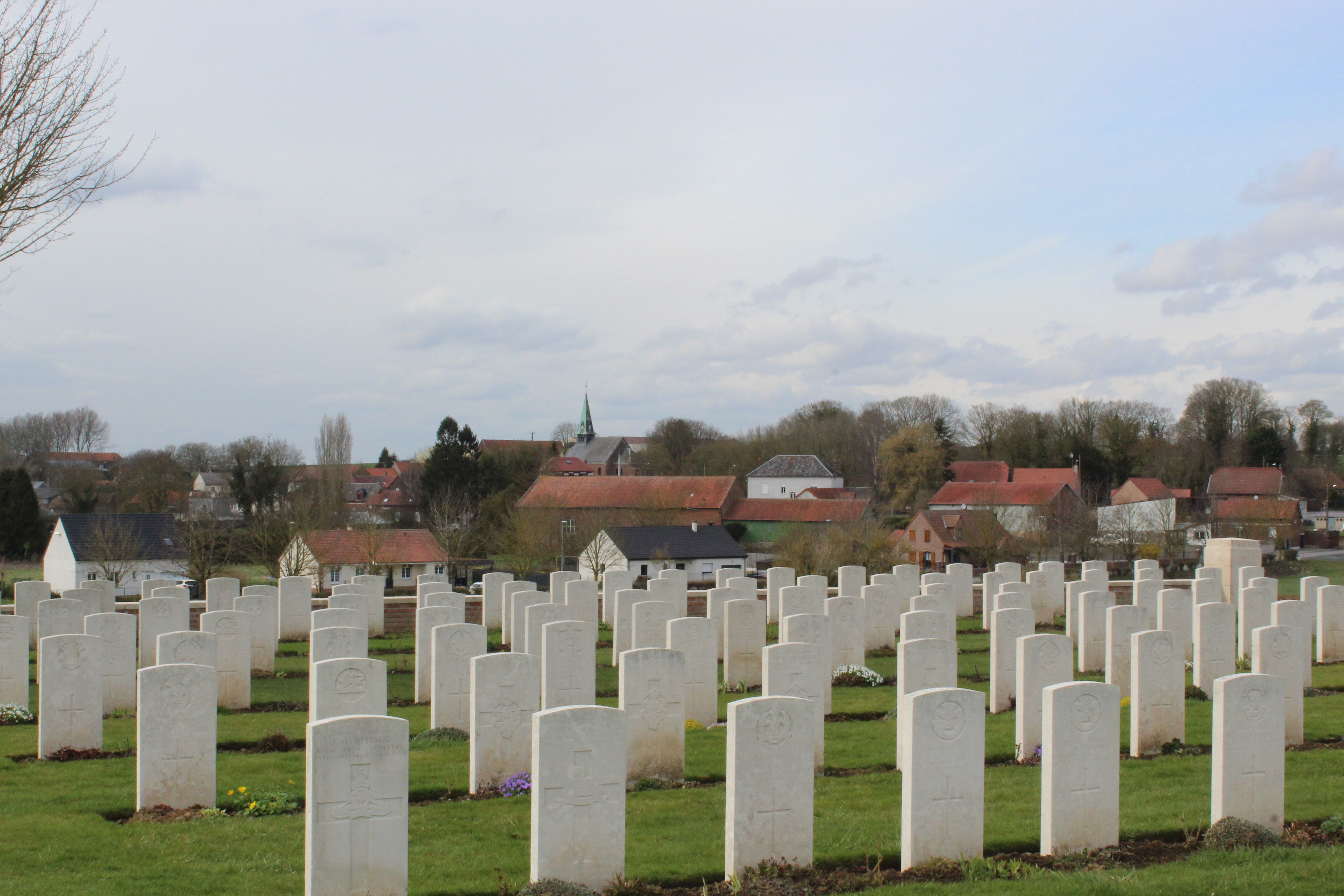
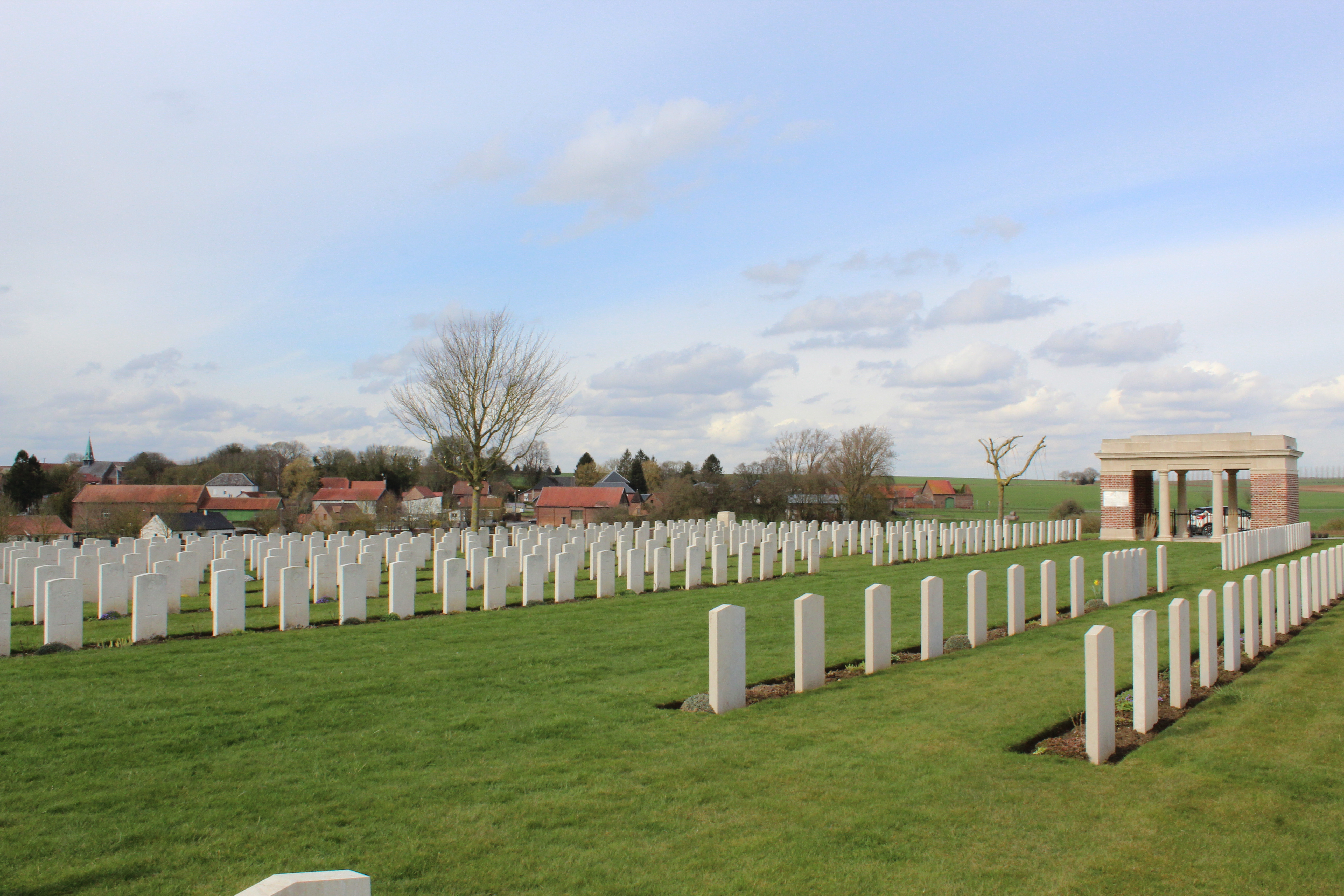
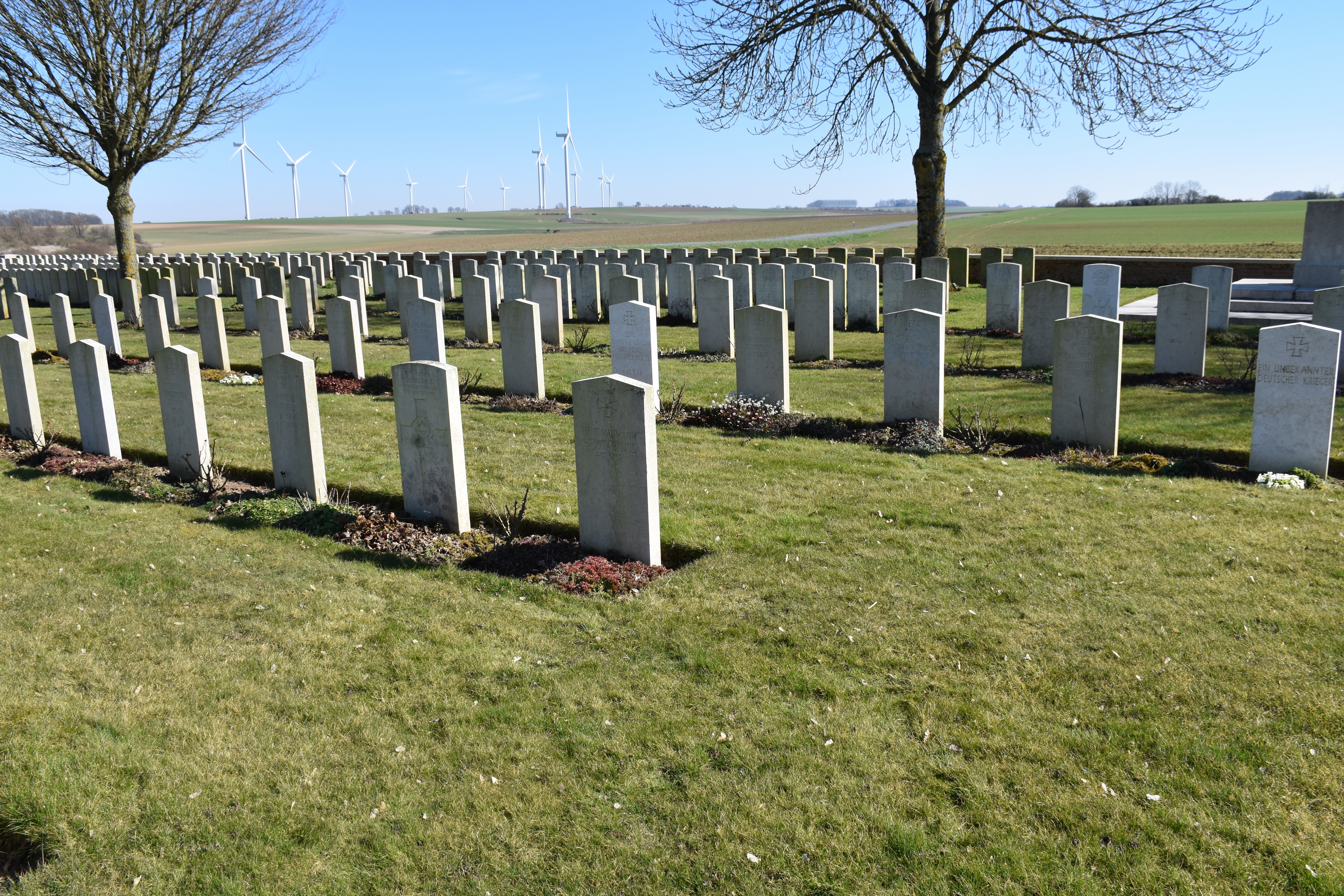
Tombes allemandes.
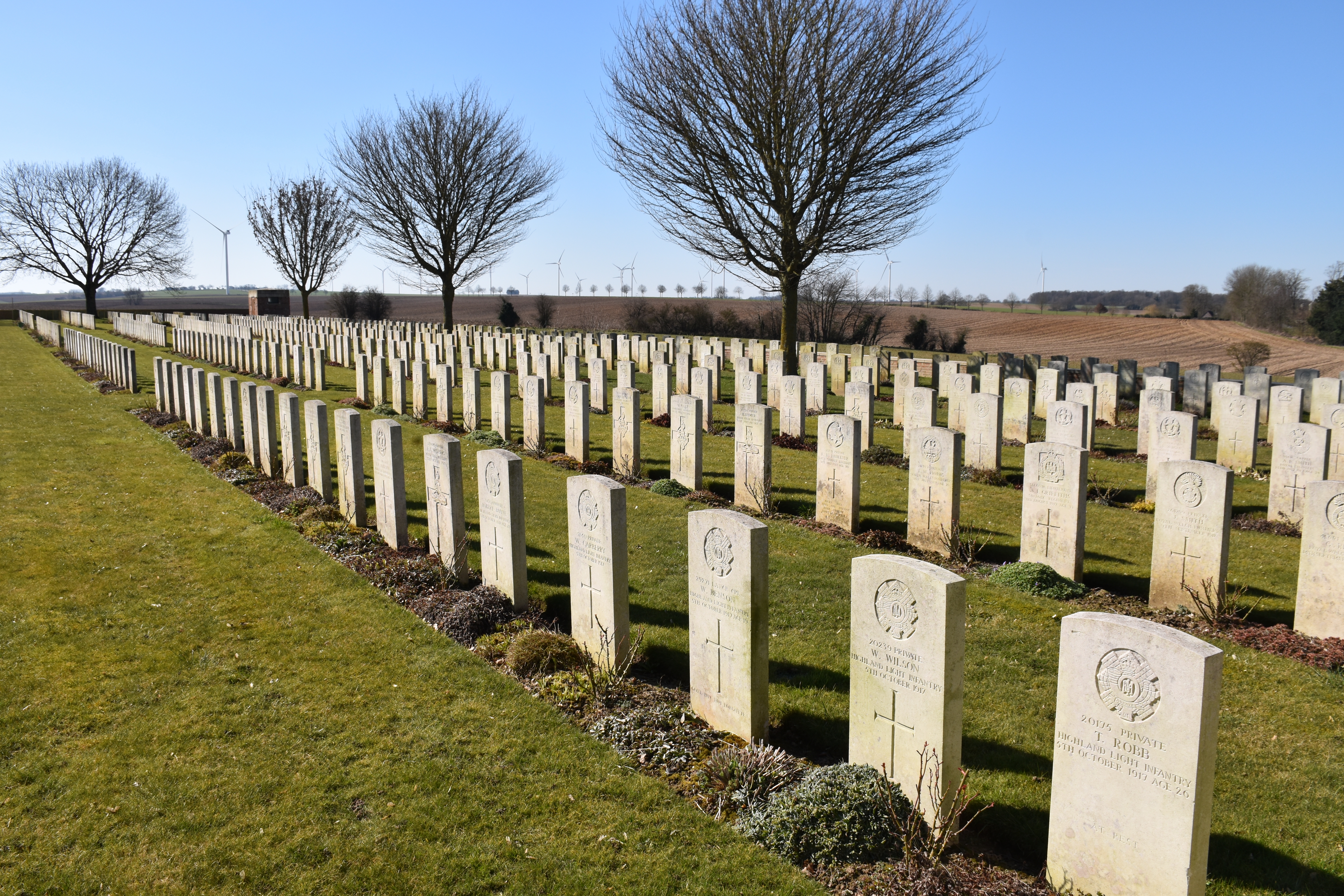
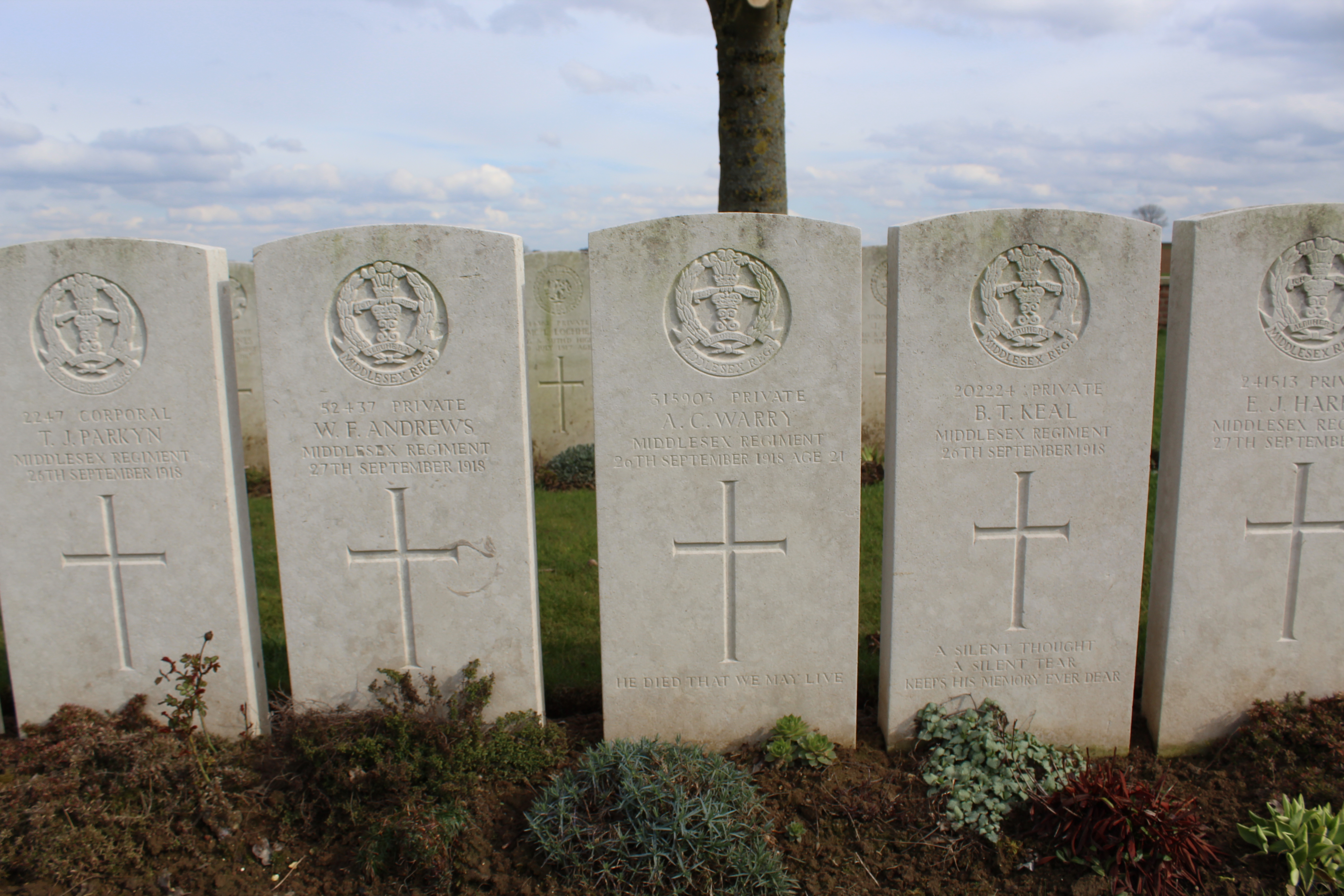
Tombes de soldats britanniques tombés fin septembre 1918 lors de la prise définitive du secteur.

## Sépultures
| Pays             | Sépultures |
| ---------------- | ---------- |
| Royaume-Uni      | 1193       |
| Canada           | 5          |
| Australie        | 2          |
| Nouvelle-Zélande | 3          |
| Afrique du Sud   | 27         |
| Allemagne        | 233        |
| Total            | 1463       |